# 河南广播电视台民生频道
河南广播电视台民生频道，即河南广播电视台3频道，是河南广播电视台下属的一个电视频道，前身是于2001年4月1日开播的经济生活频道，2008年1月1日改为中国大陆第一家以“民生”命名的电视频道，隶属河南大象融媒体集团。

## 简介
民生频道以“民生为本”为理念，以“表述民生，畅达民意，抒发民情”为节目定位。全天播出18个小时，覆盖河南省18个地级市，节目内容涵盖民生新闻、热播剧、生活资讯、财经动态和综艺娱乐等多方面。

## 主要节目
- 《民生大参考》：简称《大参考》。大型新闻资讯栏目，品牌龙头；河南民生频道的晚间旗舰新闻节目
- 《香香美食》
- 《老蔡汇报》
- 《民生映象》
- 《小莉帮忙》：脱胎于《民生大参考》，2009年开播，主播为真小莉，节目内容为帮助公民解决具体民生领域遇到的问题，涉及维权等方面[2][3]；与《民生大参考》无缝对接播出
- 《讲述60分》
- 《欢乐英雄会》
- 《健康河南》
- 《民生看天下》
- 《民生电视门诊》[1]